# Славичин
Славичин (чеш. Slavičín) град је у Чешкој Републици. Град се налази у управној јединици Злински крај, у оквиру којег припада округу Злин.

## Становништво
Према подацима о броју становника из 2014. године град је имао 6.645 становника.